# Calendrier pollinique
Un calendrier pollinique est un document (texte et/ou représentation graphique) décrivant les variations saisonnières de présence dans l'air de pollens anémophiles. Selon le calendrier, les variations sont plus ou moins précises (journalières ou hebdomadaires). Ils présentent visuellement les pics polliniques. 

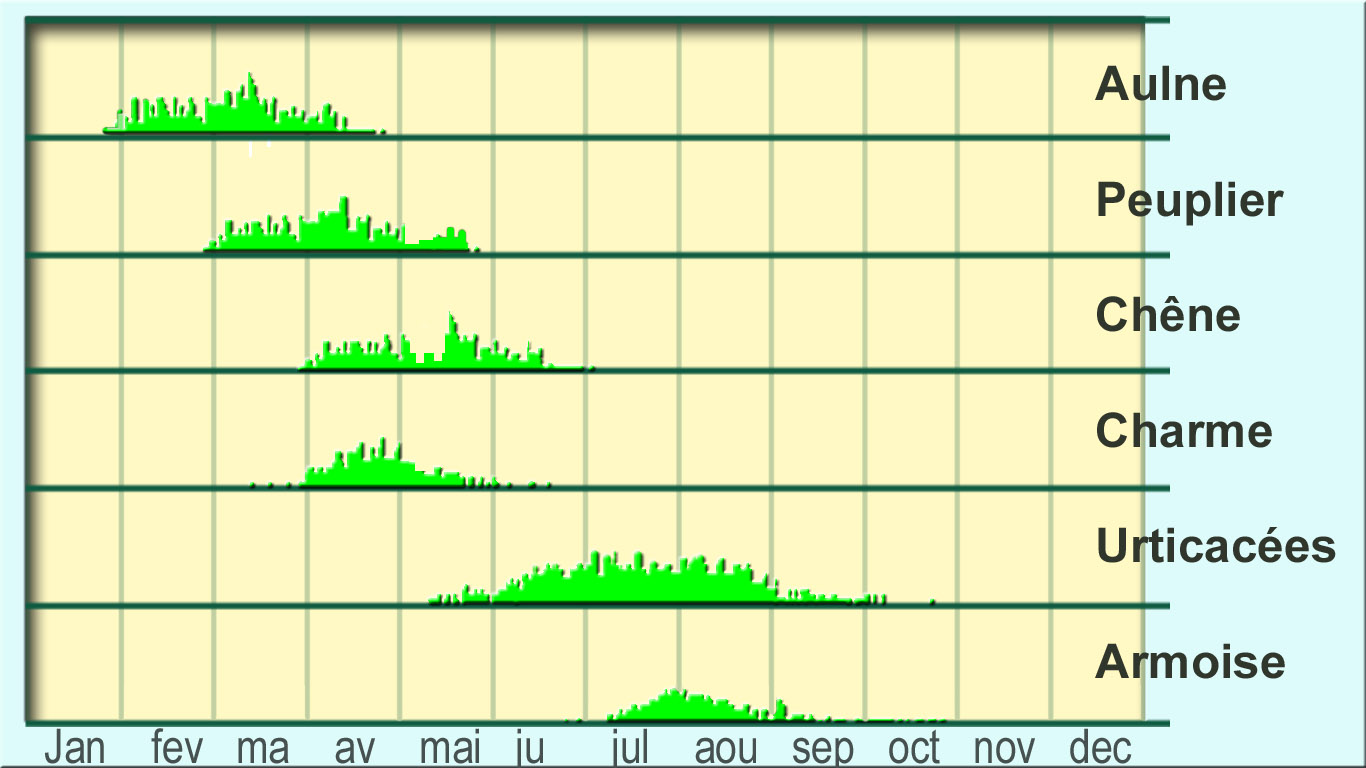
Extrait de calendrier pollinique (simulation donnée à titre d'exemple, ici pour 4 espèces d'arbres et deux herbacées).
Un tel calendrier peut théoriquement comporter des dizaines d'espèces différentes. Il est différent pour chaque site, et évolue annuellement selon les conditions météorologiques, ainsi que selon certains facteurs contextuels ; Par exemple la graphiose de l'orme a décimé les ormes, qui produisent donc moins de pollens. Un incendies de forêt sera suivi de changements (ex : augmentation de pollens d'herbacées et d'essences pionnières tels que saule et bouleau, etc.

Ce n'est pas un document figé ; Il varie selon la flore présente localement et plus ou moins distantes (selon les capacités de dispersion des pollens par le vent), mais aussi selon l'année et le contexte climatique et biogéographique. 
Il décrit la pluie de pollen, qui est très influencée par les périodes de floraison et d'émission de pollens par les plantes anémophiles (pollen parfois allergisant). Il peut aussi intégrer (en période de vents turbulents) certains réenvols de pollens antérieurement émis.
Des divergences importantes peuvent être constatées entre l'observation clinique et les « comptes polliniques ». 

Un calendriers pollinique n'est donc pas un « calendrier de risque allergique ». Mais il peut aider à le construire. L'étude du risque allergique nécessite une prise en compte du contexte de vie du patient allergique (santé environnementale, santé au travail, antécédents évoquant des allergies croisées, etc.). Il est également utile ou nécessaire d'étudier directement les aéroallergènes et leurs interatctions entre eux et avec d'autres polluants de l'air.

## Histoire
En 1965, Charpin présente et commente le calendrier pollinique de Paris . 
Il peut ainsi être comparé au calendrier pollinique de Lyon publié par Touraine et al. en 1969 à partir de 3 années de mesures, qui lui-même a été comparé à celui de la station d'Hauteville . Au cours du temps et grâce au développement de la bioinformatique, ils ont gagné en précision.

## Utilisations
De tels calendriers sont aujourd'hui couramment utilisés pour produire une « météo pollinique ». 

Cette météo pollinique est elle-même utilisée pour l'aide à la prévention, au diagnostic et au traitement de certaines allergies (pollinoses). 
L'allergologue et le toxicologue peuvent ainsi croiser avec une précision croissante les données du calendrier pollinique avec :
1. les données de pollution de l'air (éventuellement fournies sous forme de « cadastres » ou de calendriers, pour les pics d'ozone par exemple). Ce « croisement » est utile car « les polluants atmosphériques peuvent augmenter la quantité d’allergènes présents dans les grains de pollen et leur capacité à se libérer dans l’air (...) et par suite majorer leur allergénicité » a confirmé en 2011 une revue de la littérature de M Laaidi et al.[7] et parce que divers polluants sont de puissants irritants des voies respiratoires capables d'abaisser le seuil de réactivité des bronches aux pollens[7] ;
2. les données météorologiques, car les effets néfastes des pollens et des polluants sur la santé sont renforcés par certaines conditions météorologiques, « surtout lorsque les mêmes paramètres favorisent à la fois la production et la dispersion des pollens et celles des polluants »[7] ; Des paramètres tels que l'acidité de l'air, le taux d'ozone ou encore le taux d'ultraviolets interagissent avec les pollens, de même qu'une éventuelle régression de certains pollinisateurs.

Ces calendriers permettent par exemple :
- d'attirer l'attention sur l'émergence de certains pollens émis par des espèces introduites (éventuellement invasives ou envahissantes telles que l'ambroisie en France[8]), dont on peut alors mieux suivre l'évolution locale en comparant des calendriers polliniques de différentes époques. 
Un travail de ce type a par exemple été réalisé à Romans-sur-Isère pour les années 1969, 1970, 1971[9].
- des « comparaisons inter-ville » ; on a ainsi montré que les pluies de pollens sont dans certaines grandes villes (très minéralisées) très diminuées (à Tunis par exemple, qui reçoit  « une pluie pollinique beaucoup moins intense que les villes du littoral méditerranéen français »[10], avec plus de pollens de cyprès[10] R. Ariano (2008), Allergie aux pollens de Cyprès ; Revue Française d'Allergologie et d'Immunologie Clinique, Volume 48, no 4, juin 2008, Pages 321 à 324 (allergénique[11] et l'une des rares sources d'allergies hivernales au pollen[11]), mais une durée plus courte de « pluie » de pollens de graminées)[10], ce qui ne réduite pas nécessairement le risque allergique).
- de mieux comprendre des différences épidémiologiques et de prévalence de certaines pathologies, ou pourquoi les pollens de certaines plantes semblent plus allergènes pour les enfants urbains que pour des enfants vivant en montagne ou en zone de bocagère pourtant plus riches en pollens.
- de mieux évaluer le risque allergique, en particulier le risque asthme, de rhinites ou de rhume des foins, etc. quand il est lié aux pollinoses ou quand une pollinose peut être un co-facteur déclenchant ou aggravant. 
Le calendrier pollinique peut aussi être croisé avec un calendrier des pluies de spores fongiques[12], lesquels peuvent être également très allergènes ;
- d'étudier certains problèmes liés à une mauvaise pollinisation en agriculture, horticulture, sylviculture, etc. ;
- de mieux connaître les facteurs de saisonnalité des pollens,
- d'éclairer certains phénomènes qui pourraient par exemple interférer avec les mortalités d'abeilles, la dispersion de pollens transgéniques,
- de préciser les informations déduites de la présence/absence de certains pollens sur des indices recueillis dans le contexte d'enquêtes criminelles ou de médecine légale ;
- de mieux mesurer les effets de la météorologie et/ou du dérèglement climatique sur les pollens (on a ainsi montré que globalement, les pollens apparaissent plus tôt en saison, et sont présents plus tard et que les régions concernées changent ou s'agrandissent ou « grimpent en altitude »)[13].
- de mieux mesurer et interpréter les effets de l'augmentation des ultraviolets (à la suite du trou de la couche d'ozone) sur le taux de pollens aérotransportés et l'efficacité de la pollinisation...
- de mieux adapter certains traitements médicaux symptomatiques d'allergies aux pollens, ou préventivement mieux les réserver à la « saison pollinique » d'un pollen auquel un patient est sensibilisé[1].

## Méthodes
La réalisation d'un calendrier pollinique nécessite d'une part un système technique de prélèvement/capteurs de pollens capable d'intercepter une partie de la pluie de pollen et de ne pas perdre les pollens ainsi captés et d'autre part un protocole scientifique pour l'étude de ces pollens.  Idéalement, les données recueillies sont au minimum quantitatives (gravimétriques et/ou volumétriques) et l'échantillonnage ne doit pas dégrader le pollen afin d'en permettre son étude qualitative. 
Cette dernière commence avec la microscopie optique mais elle peut être précisée par d'autres moyens (microscopie électronique, analyses physicochimiques, isotopiques, biologiques, toxicologiques ou radiologiques par exemple). 
On utilisait autrefois généralement pour cela des plaques (protégées) de la pluie (« Capteur de Durham ») et/ou divers types de filtres, le dispositif pouvant parfois être orienté face au vent en étant associé à un système de girouette (Capteur Cour).
La réalisation d'un tel calendrier était autrefois longue et fastidieuse. Mais des procédures de surveillance aérobiologique automatisées apparaissent. Un capteur dit « trappe de Hirst »  ou « trappe de Hirst modernisé »   (ex : Burkard® ou Lanzoni®) est de plus en plus utilisé pour dénombrer et identifier les pollens aérotransportés. À titre d'exemple, le calendrier pollinique de Limoges a nécessité l'analyse de 2 104 lames et 360 filtres.
Les chercheurs en aérobiologie disposent aujourd'hui des capteurs de type "cyclonique" (ex : « capteur Coriolis »® Delta) permettant de capter par centrifugation l'intégralité des pollens et particules passant dans un échantillonneur.
En France, le RNSA (réseau national de surveillance aérobiologique) utilise des capteurs de type Hirst car :
- leur aspiration d'air est régulière et comparable à une respiration humaine moyenne (10 litres d'air par minute)[15] ;
- ils sont d'utilisation facile et permettent une lecture rapide et précise ; l'air est aspiré par la pompe à partir de la buse d’aspiration (14 x 2 mm) qui est toujours orientée vers la direction d'où vient le vent grâce à un empennage faisant office de girouette. Les particules sont orientées vers un support de cellophane transparent et adhésif entraîné par un mécanisme d’horlogerie (2 mm par heure) permettant un enregistrement temporel fiable (nécessaire pour l'analyse par heure, jour, semaine).

Ils sont généralement placés en altitude (sur le toit d'un immeuble)
Remarques :
- Plus le prélèvement est relevé fréquemment, plus le calendrier sera précis.
- Les comptes polliniques associés à la donnée "direction du vent" procurent des informations intéressantes sur la provenance géographique des pollens.
- Pour être comparables deux calendriers devraient être réalisés selon la même méthode et avec des préleveurs disposés dans les mêmes conditions (altitude et exposition au vent notamment).
- Pour affiner ou compléter les études de surveillance aéropollinique, il est possible d'étudier les pelotes de pollen de plantes entomophiles récupérées par les abeilles ou certains d'autres insectes pollinisateurs. D'autres mesures peuvent être éventuellement associées comme la radioactivité du pollen ou l'éventuelle adsorption d'autres polluants sur sa cuticule externe.

Un travail de standardisation méthodologique se poursuit depuis plus de 50 ans, qui évolue avec les progrès techniques, de la bioinformatique et du monitoring automatisé notamment.

## Visualisation
le calendrier pollinique présente généralement l'intensité de la pluie de pollen de son début à sa fin, alors que le calendrier de risque allergène s’intéresse (via des couleurs par exemple) à la mise en évidence des séquences temporelles concernant les pollens allergènes et les plus allergènes. Il peut alors varier selon le patient.

## Limites
Elles sont principalement liées à une certaine discordance entre le contenu réel de l'atmosphère en pollen et le contenu des mélanges d'allergènes polliniques contenus dans les « tests » mis sur le marché à l'attention des allergologues afin qu'ils puissent tester la sensibilité de leurs patients. 
Certains auteurs déplorent « le caractère encore par trop empirique de la conception des batteries de tests cutanés, qui n'obéit à aucune classification botanique satisfaisante ».
L'antigénicité croisée entre pollens et entre pollens et aliments et entre pollens et autres polluants peut également être source de biais d'interprétation dans l'évaluation ou l'explication de l'hypersensibilité d'un patient aux pollens ou à certains pollens.
Ces calendriers étant issus de capteurs positionnés à une certaine hauteur, ils ne prennent quasiment pas en compte les pollens anciens et dégradés trouvés au niveau du sol, qui pourraient parfois être les plus allergènes et qui peuvent être transportés dans les maisons (avec la poussière, par des animaux, sur des vêtements, etc.) puis inhalés ; c'est une autre source de biais.

 Ils peuvent aussi sous-estimer la part des pollens les plus « lourds » ou plus hygrophiles. Ces derniers tendent à se déposer au sol plus rapidement, notamment pour les pollens d'hivers dans les régions humides). 
Ils ignorent naturellement plus encore les composants allergènes qui expulsés ou perdus par ces pollens. 
Enfin, les capteurs de pollens étant placés en extérieur, ils ne permettent pas non plus de prendre en compte les pollens éventuellement exotiques qui pourraient être introduits dans les lieux de vie avec les bouquets de fleurs (Lys par exemple), dont en hiver. Les pollens des fleurs de bouquets seraient dans la nature pour la plupart captés par des insectes. Les fleurs provenant des filières commerciales on en outre souvent été fortement traitées par des pesticides éventuellement allergènes ou susceptibles d'aggraver une allergie. Des branches d'arbres en fleur sont parfois également introduites dans les bouquets floraux (ex : branches fleuries de Mimosa dont le pollen est l'un des allergènes existants en zone méditerranéenne, parfois « sensibilisant cutané » et/ou actif en « allergies de proximité » ou branches de saules par exemple). 
br />Plusieurs études ont montré que ces « allergies de proximité » liées à des pollens non testés et non retrouvés dans les capteurs utilisés pour les études polliniques calendaires ont été sous-estimée, dont chez les fleuristes, et horticulteurs. Dans certains métiers (jardiniers, agriculteur, horticulteur...) des allergènes végétaux mais non-polliniques peuvent aussi interférer.